# Nederland op de Paralympische Zomerspelen 2000
Nederland nam deel aan de Paralympische Zomerspelen 2000 in Sydney.

## Medailleoverzicht
| Sport        | Olympiër | Discipline                | Medaille |
| ------------ | --- | ------------------------- | -------- |
| Paardensport | Joop Stokkel | Verplichte kür Graad II   | Goud     |
| Tennis       | Esther Vergeer | Individueel (v)           | Goud     |
| Tennis       | Robin Ammerlaan Ricky Molier | Dubbelspel (m)            | Goud     |
| Tennis       | Maaike Smit Esther Vergeer | Dubbelspel (m)            | Goud     |
| Wielersport  | Jan Mulder Jeroen Straathof | achtervolging open (m)    | Goud     |
| Zwemmen      | Alwin Houtsma | 50 m vlinderslag S14 (m)  | Goud     |
| Zwemmen      | Alwin Houtsma | 50 m vrije slag S14 (m)   | Goud     |
| Zwemmen      | Alwin Houtsma | 100 m schoolslag SB14 (m) | Goud     |
| Zwemmen      | Alwin Houtsma | 100 m vrije slag S14 (m)  | Goud     |
| Zwemmen      | Alwin Houtsma | 200 m wisselslag SM14 (m) | Goud     |
| Zwemmen      | Kasper Engel | 100 m schoolslag SB5 (m)  | Goud     |
| Zwemmen      | Syreeta van Amelsvoort | 100 m vlinderslag S8 (v)  | Goud     |
|              | |                           |          |
| Atletiek     | Willem Noorduin | Discuswerpen F36 (m)      | Zilver   |
| Atletiek     | Willem Noorduin | Kogelstoten F36 (m)       | Zilver   |
| Basketbal    | Wim 't Lam Ruud Dettmer Koen Jansens Mustafa Charif Jebari René Martens Mario Oosterbosch Frank de Goede Anton de Rooij Arie van Gent Kees van de Bunte Gertjan van der Linden Kornelis van der Werf | Mannen                    | Zilver   |
| Paardensport | Joop Stokkel | Vrije kür Graad II        | Zilver   |
| Tennis       | Sharon Walraven | Individueel (v)           | Zilver   |
| Wielersport  | Jan Mulder Pascal Schoots | Wegwedstrijd open (m)     | Zilver   |
| Zwemmen      | Alwin Houtsma | 200 m vrije slag S14 (v)  | Zilver   |
|              | |                           |          |
| Bankdrukken  | Taqy Parnian | tot 60 kg (m)             | Brons    |
| Paardensport | Gert Bolmer | Vrije kür Graad II        | Brons    |
| Tennis       | Maaike Smit | Individueel (v)           | Brons    |
| Zwemmen      | Alwin Houtsma | 100 m rugslag S14 (m)     | Brons    |
| Zwemmen      | Joost de Hoogh | 400 m vrije slag S10 (m)  | Brons    |
| Zwemmen      | Jurjen Engelsman | 200 m wisselslag SM10 (m) | Brons    |
| Zwemmen      | Marion Nijhof | 400 m vrije slag S11 (v)  | Brons    |
| Zwemmen      | Mendy Meenderink | 100 m vrije slag S9 (v)   | Brons    |

## Deelnemers en resultaten
(m) = mannen, (v) = vrouwen (g) = gemengd 

### Atletiek
| Paralympiër           | Onderdeel            | Resultaat                     | Prestatie         |
| --------------------- | -------------------- | ----------------------------- | ----------------- |
| Albert van der Mee    | Discuswerpen F12 (m) | 8                             | 36.25 m           |
| Albert van der Mee    | Hoogspringen F12 (m) | 6                             | 1.70 m            |
| Albert van der Mee    | Vijfkamp P12 (m)     | 9                             | 2360 pt           |
| Dennis van der Schouw | 100 m T34 (m)        | 7                             | 18.82 s           |
| Dennis van der Schouw | 200 m T34 (m)        | 7                             | 33.56 s           |
| Dennis van der Schouw | 400 m T34 (m)        | 7                             | 1:05.37 s         |
| Gert Kies             | Verspringen T38 (m)  | 8                             | 4,69 m            |
| Henk Jansen           | Discuswerpen F57 (m) | 13                            | 31.34 m           |
| Henk Jansen           | Speerwerpen F57 (m)  | 9                             | 28,41 m           |
| Henk Jansen           | Kogelstoten F56 (m)  | dsq                           | Gediskwalificeerd |
| Henk Jansen           | Kogelstoten F57 (m)  | 8                             | 10,58 m           |
| Iwan van Breemen      | 1500 m T54 (m)       | 10de in de heats halve finale | 3:11.40 s         |
| Iwan van Breemen      | 5000 m T54 (m)       | 11de in de heats              | 11:47.15 s        |
| Iwan van Breemen      | 10.000 m m T54 (m)   | 10de in de heats              | 24:09.81 s        |
| Iwan van Breemen      | Marathon F54 (m)     | 30ste                         | 1:43:38 s         |
| Kenny van Weeghel     | 100 m T54 (m)        | 5                             | 14.95 s           |
| Kenny van Weeghel     | 200 m T54 (m)        | 6                             | 26.12 s           |
| Kenny van Weeghel     | 400 m T54 (m)        | 8ste in de heats halve finale | 52.41 s           |
| Manfred Kooy          | 800 m T37 (m)        | 7                             | 2:14.60 s         |
| Willem Noorduin       | Discuswerpen F36 (m) | Zilver                        | 32,55 m           |
| Willem Noorduin       | Kogelstoten F36 (m)  | Zilver                        | 11,75 m           |

### Bankdrukken
| Paralympiër  | Onderdeel     | Resultaat | Prestatie |
| ------------ | ------------- | --------- | --------- |
| Taqy Parnian | tot 60 kg (m) | Brons     | 175 kg    |

### Basketbal
| Paralympiër | Onderdeel | Resultaat | Prestatie |
| --- | --------- | --------- | --------- |
| Petra Garnier Jiske Griffioen Asjoesja Ibrahimi Jennette Jansen Chèr Korver Jozima Mosely Erna Sanders Ingeborg Tiggelman Miranda Wevers Evelyn van Leeuwen Jeanine van Veggel Guda van der Laan | vrouwen   |           |           |

| Paralympiër | Onderdeel | Resultaat | Prestatie |
| --- | --------- | --------- | --------- |
| Wim 't Lam Ruud Dettmer Koen Jansens Mustafa Charif Jebari René Martens Mario Oosterbosch Frank de Goede Anton de Rooij Arie van Gent Kees van de Bunte Gertjan van der Linden Kornelis van der Werf | Mannen    | Zilver    |           |

### Boogschieten
| Paralympiër    | Onderdeel | Resultaat   | Prestatie |
| -------------- | --------- | ----------- | --------- |
| Wim Nales      | W2 (m)    | 1/16-finale | 139 pt    |
| Jappie Walstra | W2 (m)    | 1/16-finale | 134 pt    |

### CP-voetbal
| Olympiër | Onderdeel | Resultaat | Prestatie |
| --- | --------- | --------- | --------- |
| Patrick Beekmans Percy Enser Wilfred Hennink Micha Janse Bob Korbach Stephan Lokhoff Arno de Jong Jaap de Vries Milo de Wit Rudy van Breemen Thieu van Son | Mannen    |           |           |

### Goalball
| Olympiër                                                                                    | Discipline | Resultaat | Prestatie |
| ------------------------------------------------------------------------------------------- | ---------- | --------- | --------- |
| Denise Duurvoort Marianne Huijben Lydia Huyssen Christa Schrooten Nancy Sier Ellen van Herk | Vrouwen    |           |           |

### Paardensport
| Paralympiër        | Onderdeel               | Resultaat | Prestatie |
| ------------------ | ----------------------- | --------- | --------- |
| Gert Bolmer        | Verplichte kür Graad II | 11        | 63.17 pt  |
| Gert Bolmer        | Vrije kür Graad II      | Brons     | 73.01 pt  |
| Ineke de Groot     | Verplichte kür Graad IV | 6         | 66.11 pt  |
| Ineke de Groot     | Vrije kür Graad IV      | 4         | 68.43 pt  |
| Joop Stokkel       | Verplichte kür Graad II | Goud      | 71.26 pt  |
| Joop Stokkel       | Vrije kür Graad II      | Zilver    | 74.60 pt  |
| Sjerstin Vermeulen | Verplichte kür Graad IV | 7         | 65.55 pt  |
| Sjerstin Vermeulen | Vrije kür Graad II      | 8         | 67.13 pt  |

### Schietsport
| Paralympiër               | Onderdeel            | Resultaat | Prestatie |
| ------------------------- | -------------------- | --------- | --------- |
| Jolanda van Hoeven-Uitman | Luchtpistool SH1 (v) | 10        | 349       |

### Tafeltennis
| Paralympiër       | Onderdeel                | Resultaat            | Prestatie |
| ----------------- | ------------------------ | -------------------- | --------- |
| Nico Blok         | Individueel Klasse 6 (m) | 4de in de groepsfase |           |
| Harold Kersten    | Individueel Klasse 6 (m) | 4de in de groepsfase |           |
|                   |                          |                      |           |
| Gertrudis Laemers | Individueel Klasse 3 (v) | kwartfinales         |           |
| Jolanda Paardekam | Individueel Klasse 3 (v) | kwartfinales         |           |

### Tennis
| Paralympiër                  | Onderdeel      | Resultaat    | Prestatie |
| ---------------------------- | -------------- | ------------ | --------- |
| Eric Stuurman                | Enkelspel (m)  | 3de ronde    |           |
| Ricky Molier                 | Enkelspel (m)  | kwartfinales |           |
| Robin Ammerlaan              | Enkelspel (m)  | kwartfinales |           |
| Robin Ammerlaan Ricky Molier | Dubbelspel (m) | Goud         |           |
|                              |                |              |           |
| Esther Vergeer               | Enkelspel (v)  | Goud         |           |
| Sharon Walraven              | Enkelspel (v)  | Zilver       |           |
| Maaike Smit                  | Enkelspel (v)  | Brons        |           |
| Sonja Peters                 | Enkelspel (v)  | kwartfinales |           |
| Maaike Smit Esther Vergeer   | Dubbelspel (v) | Goud         |           |

### Wielersport
| Paralympiër                        | Onderdeel              | Resultaat | Prestatie |
| Baan                               | Baan                   | Baan      | Baan      |
| ---------------------------------- | ---------------------- | --------- | --------- |
| Jan Mulder Pascal Schoots piloot   | Tijdrit 1 km open (m)  | 7         | 1:07.591s |
| Jan Mulder Jeroen Straathof piloot | Achtervolging open (m) | Goud      | 4:26.498s |
| Weg                                |                        |           |           |
| Jan Mulder Pascal Schoots piloot   | Wegwedstrijd open (m)  | Zilver    | 2:48:51s  |

### Zeilen
| Paralympiër                             | Onderdeel                | Resultaat | Prestatie |
| --------------------------------------- | ------------------------ | --------- | --------- |
| Udo Hessels Geert Ruesink Mischa Rossen | Sonar, drie personen (g) | 6         | 38pt      |

### Zwemmen
| Paralympiër            | Onderdeel                 | Resultaat       | Prestatie         |
| ---------------------- | ------------------------- | --------------- | ----------------- |
| Alwin Houtsma          | 50 m vlinderslag S14 (m)  | Goud            | 27.16 s           |
| Alwin Houtsma          | 50 m vrije slag S14 (m)   | Goud            | 25.42 s           |
| Alwin Houtsma          | 100 m rugslag S14 (m)     | Brons           | 1:06.39 s         |
| Alwin Houtsma          | 100 m schoolslag SB14 (m) | Goud            | 1:06.42 s         |
| Alwin Houtsma          | 100 m vrije slag S14 (m)  | Goud            | 56.60 s           |
| Alwin Houtsma          | 200 m vrije slag S14 (m)  | Zilver          | 2:04.07 s         |
| Alwin Houtsma          | 200 m wisselslag SM14 (m) | Goud            | 2:18.33           |
| Jeroen Gottemaker      | 50 m vlinderslag S14 (m)  | 6de in de heats | 30.73 s           |
| Jeroen Gottemaker      | 50 m vrije slag S14 (m)   | 7de in de heats | 28.38 s           |
| Jeroen Gottemaker      | 100 m rugslag S14 (m)     | 5de in de heats | 1:15.27 s         |
| Jeroen Gottemaker      | 100 m vrije slag S14 (m)  | 7de in de heats | 1:02.81 s         |
| Jeroen Gottemaker      | 200 m vrije slag S14 (m)  | 4de in de heats | 2:16.66 s         |
| Jeroen Gottemaker      | 200 m wisselslag SM14 (m) | 6de in de heats | 2:36.24 s         |
| Jeroen van Oene        | 100 m rugslag S14 (m)     | 7de in de heats | 1:16.47 s         |
| Joost de Hoogh         | 100 m rugslag S10         | 4               | 1:07.04 s         |
| Joost de Hoogh         | 100 m vlinderslag S10     | 4de in de heats | 1:07.92 s         |
| Joost de Hoogh         | 100 m vrije slag S10      | 5de in de heats | 1:00.33 s         |
| Joost de Hoogh         | 200 m wisselslag SM10     | 4               | 2:21.13 s         |
| Joost de Hoogh         | 400 m vrije slag S10      | Brons           | 4:23.00 s         |
| Jurgen Lentink         | 100 m rugslag S13 (m)     | 5               | 1:12.72 s         |
| Jurgen Lentink         | 100 m schoolslag SB13 (m) | 6               | 1:16.01 s         |
| Jurgen Lentink         | 100 m vrije slag S13 (m)  | 5de in de heats | 1:01.38 s         |
| Jurgen Lentink         | 200 m wisselslag SM13 (m) | 5de in de heats | 2:32.27 s         |
| Jurgen Lentink         | 400 m vrije slag S13 (m)  | 6               | 4:45.71 s         |
| Jurjen Engelsman       | 50 m vrije slag S10 (m)   | 3de in de heats | 27.55 s           |
| Jurjen Engelsman       | 100 m rugslag S10 (m)     | 5de in de heats | 1:11.32 s         |
| Jurjen Engelsman       | 100 m schoolslag SB9 (m)  | dsq             | gediskwalificeerd |
| Jurjen Engelsman       | 100 m vlinderslag S10 (m) | 4               | 1:02.72 s         |
| Jurjen Engelsman       | 100 m vrije slag S10 (m)  | 5               | 57.84 s           |
| Jurjen Engelsman       | 200 m wisselslag SM10 (m) | Brons           | 2:20.95 s         |
| Jurjen Engelsman       | 400 m vrije slag S10 (m)  | 5de in de heats | 4:49.34 s         |
| Kasper Engel           | 100 m rugslag S6 (m)      | 8               | 1:27.94 s         |
| Kasper Engel           | 100 m schoolslag SB5 (m)  | Goud            | 1:34.15 s         |
| Kasper Engel           | 100 m vrije slag S6 (m)   | 6de in de heats | 1:20.70 s         |
| Kasper Engel           | 200 m wisselslag SM6 (m)  | 8               | 3:17.73 s         |
| Kasper Engel           | 400 m vrije slag S6 (m)   | 5de in de heats | 6:01.17 s         |
| Marcel Kamst           | 50 m vlinderslag S14 (m)  | 5de in de heats | 31.36 s           |
| Marcel Kamst           | 50 m vrije slag S14 (m)   | 6de in de heats | 28.39 s           |
| Marcel Kamst           | 100 m vrije slag S14 (m)  | 6de in de heats | 1:00.73 s         |
| Marcel Kamst           | 200 m vrije slag S14 (m)  | 4de in de heats | 2:12.52 s         |
| Marcel Kamst           | 200 m wisselslag SM14 (m) | 8               | 2:32.78 s         |
| Rutger Sturkenboom     | 50 m vrije slag S9 (m)    | 7               | 27.94 s           |
| Rutger Sturkenboom     | 100 m vrije slag S9 (m)   | 5               | 1:02.18 s         |
| Rutger Sturkenboom     | 200 m wisselslag SM9 (m)  | 6               | 2:36.38 s         |
|                        |                           |                 |                   |
| Chantal Boonacker      | 50 m vrije slag S8 (v)    | 8               | 36.08 s           |
| Chantal Boonacker      | 100 m rugslag S8 (v)      | 6               | 1:28.25 s         |
| Chantal Boonacker      | 100 m vrije slag S8 (v)   | 6de in de heats | 1:17.95 s         |
| Chantal Boonacker      | 400 m vrije slag S8 (v)   | 8               | 5:51.36 s         |
| Marion Nijhof          | 50 m vrije slag S11 (v)   | 6               | 34.47 s           |
| Marion Nijhof          | 100 m vrije slag S11 (v)  | 4               | 1:16.15 s         |
| Marion Nijhof          | 200 m wisselslag SM11 (v) | 7               | 3:18.20 s         |
| Marion Nijhof          | 400 m vrije slag S11 (v)  | Brons           | 5:49.08 s         |
| Mendy Meenderink       | 50 m vrije slag S9 (v)    | 4               | 31.90 s           |
| Mendy Meenderink       | 100 m rugslag S9 (v)      | 5de in de heats | 1:27.99 s         |
| Mendy Meenderink       | 100 m vrije slag S9 (v)   | Brons           | 1:08.41 s         |
| Mendy Meenderink       | 400 m vrije slag S9 (v)   | 4               | 5:06.11 s         |
| Naomi Sprick           | 50 m schoolslag SB14 (v)  | 5de in de heats | 42.78 s           |
| Naomi Sprick           | 50 m vlinderslag S14 (v)  | 6de in de heats | 38.36 s           |
| Naomi Sprick           | 50 m vrije slag S14 (v)   | 7de in de heats | 33.66 s           |
| Naomi Sprick           | 100 m vrije slag S14 (v)  | 5de in de heats | 1:16.06 s         |
| Naomi Sprick           | 200 m vrije slag S14 (v)  | 6de in de heats | 2:50.22 s         |
| Nathalie Groenevelt    | 50 m rugslag S14 (v)      | 7               | 37.08 s           |
| Nathalie Groenevelt    | 50 m schoolslag SB14 (v)  | 8               | 42.01 s           |
| Nathalie Groenevelt    | 50 m vlinderslag S14 (v)  | 6               | 33.67 s           |
| Nathalie Groenevelt    | 50 m vrije slag S14 (v)   | 5de in de heats | 31.68 s           |
| Nathalie Groenevelt    | 100 m vrije slag S14 (v)  | 6               | 1:07.58 s         |
| Nathalie Groenevelt    | 200 m vrije slag S14 (v)  | 5               | 2:26.63 s         |
| Nathalie Groenevelt    | 200 m wisselslag SM14 (v) | 6               | 2:46.56 s         |
| Syreeta van Amelsvoort | 100 m schoolslag SB8 (v)  | 6de in de heats | 1:41.30 s         |
| Syreeta van Amelsvoort | 100 m vlinderslag S8 (v)  | Goud            | 1:22.33 s         |
| Syreeta van Amelsvoort | 200 m wisselslag SM8 (v)  | 6               | 3:10.04 s         |